# Aporosa lanceolata
Aporosa lanceolata là một loài thực vật thuộc họ Phyllanthaceae. Đây là loài đặc hữu của Sri Lanka.